# German Open 1982
Die German Open 1982 im Badminton fanden vom 4. bis zum 7. März in Mülheim an der Ruhr statt. Mehr als 200 Aktive aus 26 Ländern waren am Start. Über 4000 Zuschauer sahen die Wettkämpfe.

## Austragungsort
Sporthalle Carl-Diem-Straße

## Sieger und Platzierte
| Disziplin    | Gold                        | Silber                      | Bronze                           |
| ------------ | --------------------------- | --------------------------- | -------------------------------- |
| Herreneinzel | Morten Frost                | Jens Peter Nierhoff         | He Shangquan                     |
| Herreneinzel | Morten Frost                | Jens Peter Nierhoff         | Jiang Guoliang                   |
| Dameneinzel  | Wu Dixi                     | Kirsten Larsen              | Xu Rong                          |
| Dameneinzel  | Wu Dixi                     | Kirsten Larsen              | Wu Jianqiu                       |
| Herrendoppel | Morten Frost Steen Fladberg | He Shangquan Jiang Guoliang | Pat Tryon Paul Johnson           |
| Herrendoppel | Morten Frost Steen Fladberg | He Shangquan Jiang Guoliang | Thomas Künstler Stefan Frey      |
| Damendoppel  | Wu Dixi Lin Ying            | Xu Rong Wu Jianqiu          | Gillian Gilks Gillian Clark      |
| Damendoppel  | Wu Dixi Lin Ying            | Xu Rong Wu Jianqiu          | Marjan Ridder Joke van Beusekom  |
| Mixed        | Dipak Tailor Gillian Gilks  | Rob Ridder Marjan Ridder    | Bob MacDougall Johanne Falardeau |
| Mixed        | Dipak Tailor Gillian Gilks  | Rob Ridder Marjan Ridder    | Donald Burden Gillian Clark      |

## Finalergebnisse
| Disziplin    | Sieger                      | Finalist                    | Ergebnis           |
| ------------ | --------------------------- | --------------------------- | ------------------ |
| Herreneinzel | Morten Frost                | Jens Peter Nierhoff         | 15-12, 13-15, 15-8 |
| Dameneinzel  | Wu Dixi                     | Kirsten Larsen              | 11-9, 11-3         |
| Herrendoppel | Morten Frost Steen Fladberg | He Shangquan Jiang Guoliang | 15-5, 15-6         |
| Damendoppel  | Wu Dixi Lin Ying            | Xu Rong Wu Jianqiu          | 15-8, 13-15, 15-9  |
| Mixed        | Dipak Tailor Gillian Gilks  | Rob Ridder Marjan Ridder    | 15–12, 15–7        |